# Nombres primers bessons
Els nombres primers bessons són aquelles parelles de nombres primers que difereixen en 2. És a dir, p i q (amb p < q) són primers bessons si q = p + 2. Excepte pel cas del 2 i el 3, aquesta és la mínima diferència que pot haver-hi entre dos primers. Alguns exemples de primers bessons són les parelles (5,7), (11,13) i (821,823). El terme va ser utilitzat per primera vegada pel matemàtic alemany Paul Stäckel qui, a finals del segle xix, va fer alguns càlculs numèrics relacionats amb aquests nombres i altres questions connexes.
No se sap si existeixen infinits nombres primers bessons. La conjectura dels nombres primers bessons que afirma que, efectivament, hi ha infinits primers bessons, encara no ha estat demostrada. Una versió encara més restringida d'aquesta conjectura, la conjectura de Hardy-Littlewood, postula, a més, una llei de distribució per als primers bessons.
La parella de bessons més gran trobada fins al moment (2016) és 2996863034895 · 21290000 ± 1, que és un nombre de 388.342 dígits decimals.

## Primeres [60] parelles de primers bessons
```
[(3, 5), (5, 7), (11, 13), (17, 19), (29, 31), (41, 43), (59, 61), 
(71, 73), (101, 103), (107, 109), (137, 139), (149, 151), (179, 181), (191, 193),
(197, 199), (227, 229), (239, 241), (269, 271), (281, 283), (311, 313), (347, 349),
(419, 421), (431, 433), (461, 463), (521, 523), (569, 571), (599, 601), (617, 619),
(641, 643), (659, 661), (809, 811), (821, 823), (827, 829), (857, 859), (881, 883), (
1061 1063)
 (
1277 1279)
 (
1619 1621)
 (
2087 2089)
 (
2267 2269)
 (
2339 2341)
 (
2591 2593)
 (
2789 2791)
 (
3167 3169)
 (
3257 3259)
 (
3527 3529)
 (
3581 3583)

(
3671 3673)
 (
3851 3853)
 (
4049 4051)
 (
4157 4159)
 (
4229 4231)
 (
4337 4339)
 (
4481 4483)
 (
4517 4519)
 (
4787 4789)
 (
4931 4933)
 (
4967 4969)
 (
5021 5023)
 (
5417 5419)]
```

El membre inferior d'una parella és sempre un primer de Chen i només quatre d'aquestes parelles són primers irregulars.